# 嗤う淑女
『嗤う淑女』（わらうしゅくじょ）は、中山七里のミステリー小説。2024年7月から9月まで、東海テレビの制作によりフジテレビ系列にてテレビドラマが放送された。

## 執筆背景
『月刊ジェイ・ノベル』にて2014年1月号から10月号まで連載され、2015年1月31日に実業之日本社から単行本が発売された。単行本の装幀はwelle designの坂野公一と吉田友美が手掛け、タイトルとはあえて対照的に笑顔ではない女性の写真を採用し、顔や心の本性をなかなか見せない悪女のイメージが表現されている。
2017年12月5日には実業之日本社文庫から文庫版が発売された。装幀は単行本と同じく坂野公一と吉田友美が担当し、単行本では没になった「大口を開けて嗤っている女性」の案を採用した。
今回、出版社から著者の中山へのリクエストは“イヤミス”で“悪女一代もの”だったが、ただの悪女なら他に書く作家はたくさんいるだろうと思い、蒲生美智留という悪女らしくない悪女＝俯瞰したら悪女に違いないのに、騙された当事者達は誰も美智留のことを恨んでいない、読者にとっても最後に「がんばれ」と思えるような人物像を意識して創り上げた。「淑女」というタイトルはこれに由来するという。また、物語は各章ごとに主人公が変わり、複数の事件をその事件の当事者が語るという形式になっている。

## あらすじ
平成4年。貧血で休みがちになってからクラスでいじめられていた野々宮恭子の運命は、母方の従姉妹・蒲生美智留が転校してきたことによって変わる。美智留は恭子に代わって自らがターゲットとなり、艶然と笑いながら陰でいじめの首謀者を見事にやりこめたのだ。さらに美智留は、再生不良性貧血で倒れた恭子の骨髄移植ドナーを自ら申し出る。そして移植は成功し、感謝と尊敬の念で美智留から片時も離れなくなった恭子はある日、美智留に自宅に招待され、美智留が実父の典雄から暴力と性的虐待を受けていることを知る。助けを求められた恭子は美智留と共謀し、自殺に見せかけて典雄を殺害する。
平成19年8月。父親の孝之と姉の恭子を撲殺したうえ、死体を家業の産業廃棄物業で使う大型焼却炉で焼いた野々宮弘樹が逮捕された。死体無き殺人事件の公判を維持するのに必要な状況証拠を確固たるものにするため現場に赴いた警視庁捜査一課の麻生班は、野々宮家の家族関係を明らかにし、事件当夜は残業で家におらず難を逃れた同居人・蒲生美智留から聞いた動機や血液のDNA鑑定を決め手に送検を決める。検察も弘樹に責任能力があることを認めたため、求刑通りの懲役20年という判決が下るだろうと思われ、結審する前に捜査本部は解散した。しかしそこに、1か月前に赤坂署から捜査一課に配属され、現在は桐島班に所属する高殿が気になることがあるとやってくる。平成17年に高殿が担当した事件…鷺沼紗代という銀行員が億単位の金を架空口座を使って横領したうえに駅のホームから身を投げて自殺した事件で、鷺沼のバッグから出てきた名刺に“蒲生美智留”の名前があり、横領された金も2億円以上がいまだ不明なのだという。気になった麻生警部は供述調書にあった美智留の住所や勤務先を調べさせるが、すでに美智留の存在は確認できなくなっていた。
しかし平成24年、名古屋港で起こった車の転落事件で再び事態は動く。この事件は妻の古巻佳恵が夫の登志雄に3億もの生命保険をかけたうえで、事故にみせかけて殺した容疑がかけられたのだが、容疑者の佳恵がまるで教祖を讃えるかのように、世話になっていたという生活プランナーの蒲生美智留の名前を出したのだ。佳恵を取り調べていた港署強行犯係の水元が警視庁のデータベースで美智留について調べたところ、名前はヒットしなかったものの、なぜその名前を照会したのかと警視庁の麻生から連絡が入る。
美智留を追い続けていた麻生は過去に美智留の父親が死んで自殺として処理されていたこともつきとめており、そして昨今の映像処理の進歩によって、鷺沼がホームに転落した映像においても、背後に美智留の存在を確認することができた。麻生は全国の県警に美智留の顔写真を流し、ついに麹町署で本人と対峙する。最初は涼しい顔をしていた美智留もホームの証拠映像写真には顔色を変え、弁護士を呼ぶ権利を主張。そしてやってきたのはなぜか、債務整理専門で刑事事件はほとんど経験がない宝来兼人弁護士だった。刑法第199条の殺人と第61条の教唆で起訴された美智留だったが、東京地裁公判第1回で公訴事実は否認し、宝来も無実を主張する。

## 登場人物

### 主要人物
蒲生 美智留（がもう みちる）
お嬢さん育ちだった母親・佳織（かおり）と父・典雄（のりお）の間に生まれる。しかし両親は典雄の会社が倒産すると口げんかが絶えず、「美智留は強く生きてください」と書置きを残して佳織は男と失踪してしまったため、平成4年（13歳）にあきる野市日の出町の築30年以上経過した古い団地に引っ越して典雄と2人で住むことになり、従姉妹の野々宮恭子と同じ中学に転校する。
目鼻立ちがはっきりした端正な顔立ちで、8頭身の完璧なモデル体型をしているが、右の額の生え際に近い部分に長さ5センチほどの痣がある。
都内の高校に進学し、大学卒業後は都内の保険会社に就職。在職中にファイナンシャルプランナー1級の資格を取得し、平成17年には生活プランナーとして生計を立てている。
野々宮 恭子（ののみや きょうこ）
第一章の主人公。美智留の従姉妹。美智留とは対照的に丸い顔に小さな目、寸胴で足も太く、お世辞にも可愛いとは言い難い。チャゲアスが好き。中学1年生の2学期ごろから貧血に悩まされ、たびたび学校を休むうちにクラスメイトからのいじめに遭うようになる。再生不良性貧血と診断され、治療法としては骨髄移植が有効と診断されるが、HLA型は父の孝之とも母の照枝とも弟の弘樹とも一致しなかったため一時は絶望するが、従姉妹である美智留の型が一致したため、移植により病気は完治する。それ以降美智留に傾倒するようになり、美智留の願いを聞き入れたり、美智留と同じ場所にラバーでできた偽物の傷をつけるようになる。
平成17年、美智留と組んで生活コンサルタントの仕事をしている。美智留の骨髄を移植されたことで美智留とは一心同体だという思いをさらに強めており、美智留に近づこうとする者には弟であろうと容赦しない言葉を投げつける。
野々宮 弘樹（ののみや ひろき）
第三章の主人公。恭子の弟。平成17年時で24歳。マスコミ関連を第一志望にして大学卒業までに89社も就職試験を受けたがどれも受からなかった。仕方なく家業の産業廃棄物処理を手伝っているが、それも満足にできないため両親や姉から蔑みを受け、鬱屈した思いを抱えている。
逮捕後、平成21年に懲役20年の実刑判決を受けて東京拘置所に服役するが、美智留の裁判には証人として出廷する。
麻生（あそう）
警視庁捜査一課の警部。班長。事件の背後にちらつく蒲生美智留を追いかける。
高殿（たかどの）
刑事。平成17年時は赤坂署に所属。平成19年には警視庁捜査一課（桐島班）に異動となる。平成17年の鷺沼紗代による横領事件と平成19年の野々宮弘樹による撲殺事件、両方の事件で“蒲生美智留”の名が出てくると麻生に進言する。
宝来 兼人（ほうらい かねと）
東京弁護士会所属の弁護士。かつては2人の社員弁護士と140人の事務員をかかえる〈HOURAI法律事務所〉だったが、最近は縮小を余儀なくされている。事務所は債務整理専門であり、ここ20年近くは刑事事件を担当したこともなかった。面識のない美智留に突然呼ばれたことに興味を抱き、会ってみると美女だったためこれは広告になるだろうと打算し、弁護することを快諾した。

### その他
第一章
蒲生 典雄（がもう のりお）
美智留の父。長身で40がらみ。昔は会社を経営していたが、倒産して負債をかかえたため、返済するために家を売った。男と出て行った妻を憎み、それに似てきた美智留に「教育」と称して暴力と性的虐待をはたらく。
日坂 浩一（ひさか こういち）
神野美香と付き合っていながら美智留にデートを申し込み玉砕する。
神野 美香（じんの みか）
恭子と美智留のクラスの女子ボス的存在。最初は恭子をいじめていたが、浩一を振った美智留に自尊心を傷つけられ、ターゲットを美智留に変える。
第二章
鷺沼 紗代（さぎぬま さよ）
第二章の主人公。野々宮恭子の高校時代のクラスメイト。クラスの中では外見も十人並みで成績は中の上、陸上部では中の下だった。短大卒業後に帝都銀行に入行し、現在普通預金係として勤めている。住まいは築30年のアパートながら仕事のストレス発散にはじめたブランド買いがやめられず、毎月督促状が届く。
無教養で自立心のかけらもない母親とは元々仲が悪かったが、紗代の父親が交通事故で亡くなった後すぐ再婚したため、新しい父親を含め2人とは絶縁状態となっている。
翔（しょう）
紗代が通い始めたホストクラブのナンバー1ホスト。安手の韓流スターのような顔をしている。軽い言葉で話し、紗代とは身体の関係ももつ。
沖田（おきた）
紗代が務める帝都銀行の支店長代理。陰険な目で、男でありながら細かいことばかり注意してくるため、女性行員から嫌われている。
第三章
野々宮 孝之（ののみや たかゆき）
恭子と弘樹の父。5年前に会社からリストラ要員と言われ、割増の退職金を受け取ってそれを資金に産業廃棄物業を興したが、経営は厳しくいつ破綻するかわからない。言う通りに動かない弘樹に対し、容赦なく鉄拳をとばす。
野々宮 照枝（ののみや てるえ）
恭子と弘樹の母。弘樹に対し、父親の会社を継がせるつもりはないからさっさとハローワークでも通って職を見つけろと促す。
御厨（みくりや）
検視官。孝之や恭子の検視を担当する。
第四章
古巻 佳恵（ふるまき よしえ）
第四章の主人公。夫がリストラにあってからカジュアル衣料品の生産と販売の会社でパートとして働いている。名古屋市昭和区八事本町在住。夫のと登志雄とは結婚してちょうど20周年になる。
古巻 登志雄（ふるまき としお）
佳恵の夫。2年前まで自動車メーカーの営業部に20年勤めてそれなりの地位と収入があったが、リストラにあった。ハローワークにはいったものの求人票にあれこれ理由をつけて問い合わせすらしようとせず、ある日突然作家になると言い出し、書斎に閉じこもるようになった。
古巻 和美（ふるまき かずみ）
佳恵と登志雄の長女。リストラされた父親を嫌悪し、今や父娘の会話は完全にない。
古巻 聡美（ふるまき さとみ）
佳恵と登志雄の次女。中学生になったばかり。
亀谷 慶子（かめたに けいこ）
佳恵のパート仲間。夫は病気療養中で子供が2人いるなど境遇が似ているので、佳恵も家族の内情を打ち明けている。天性の快活さがある。佳恵に美智留を紹介する。
水元（みずもと）
名古屋の港署強行犯係の係長。麻生と同世代。古巻登志雄が亡くなった事故に不審な点があることに気づく。
高松（たかまつ）
港署刑事。水元の部下。
第五章
近藤（こんどう）
平成24年時で80歳過ぎの老人。現在は武蔵増戸の老人ホームにいるが、平成4年時は雇用促進住宅で蒲生家の隣に住んでいた。
立松 八尋（たてまつ やひろ）
裁判で宝来が対峙する検事。短髪で無愛想。ひたすら理論的に話をすすめるタイプ。
石原 輝久（いしはら てるひさ）
宝来が要請した弁護人側の証人。瓜実顔のひょろりとした優男。赤坂で形成外科病院を経営しており、美容整形を多いときは1日に10人ほど手がける。

## 書評
書評家の大矢博子は、「構造だけで見ると東野圭吾の『白夜行』に近いが、彼女のせいで犯罪者となった人々が誰も彼女を恨んでいないのがポイント。」「もやもやと爽快感が同居する、一風変わったノワールだ。」と述べた。また、今作にも著者の作品お決まりのどんでん返しや他の作品とのリンクがあると言及している。小学館の雑誌『きらら』のホームページ「WEBきらら」では「彼女の人に与える影響力の大きさと彼女が隠し通した悪意の根深さに呆然としました。なんて恐ろしいんだろう。そしてなんて面白いんでしょう。」という書店員の書評が掲載された。

## オーディオブック

### kikubon版
2015年12月16日にkikubonで配信開始された。朗読は浅井晴美。

### audiobook.jp版
2019年12月16日にaudiobook.jpで配信開始された。朗読は桜木繭子、金澤杏梨子、井上侑子、千衣子、清水こうき、林重吾、榎本貴文、久場寿幸、西村不二人。

### Audible版
2021年10月21日にAudibleで配信開始された。朗読は荒巻まりの。

## テレビドラマ
2024年7月27日から9月21日まで東海テレビ制作・フジテレビ系列の「土ドラ」枠で放送されていた。主演は内田理央。

### キャスト（テレビドラマ）

#### 主要人物（テレビドラマ）
蒲生美智留〈32〉
演 - 内田理央（中学生時代：河村ここあ）
野々宮恭子〈32〉
演 - 松井玲奈（中学生時代：中田乃愛）

#### 警察関係者（テレビドラマ）
麻生〈38〉
演 - 大東駿介
警視庁捜査一課 刑事。鷺沼紗代の死に不信を抱き、彼女が所持していた名刺の「蒲生美智留」を追っている。
青木真太郎（あおき しんたろう）〈27〉
演 - 内藤秀一郎
警視庁捜査一課 刑事。麻生の部下。

#### その他（テレビドラマ）
蒲生典雄
演 - 三溝浩二（第1話・第3話 - 第5話）
中学生時代の美智留と恭子の前で死亡している男性。第3話で服毒自殺したとされる美智留の父親とわかる。

#### ゲスト（テレビドラマ）

##### 第1話
鷺沼紗代（さぎぬま さよ）〈32〉
演 - 小島藤子（第3話・第8話・最終話）
大手都市銀行の帝都銀行の銀行員。恭子と高校の同級生。
ありさ、くるみ
演 - 星野奈緒、ゆいかれん
紗代と恭子が通った東京都立十条高校の同窓生。
社長、秋山圭太、山崎寛、岡部まどか
演 - 山下徳久、井内勇希、木下卓也、奏羽茜
恭子が働いていた「鳩村コンサルティング」のメンバー。会社を買収した美智留に全員追い出される。
沖田誠
演 - 岩本淳
紗代の上司。帝都銀行板橋支店長。
千春
演 - 日高七海
紗代の隣の席の同僚行員。
翔
演 - 八神慶仁郎
紗代が入れあげているホスト。
配達員
演 - 和気龍太郎
伊藤優子宛の本人限定受取郵便を配達に来る郵便配達員。
男性
演 - 岡崎克哉、中村信太
紗代の自宅に押し掛ける借金取りの男性。

##### 第2話
古巻佳恵（ふるまき よしえ）〈47〉
演 - 青木さやか（第3話）
結婚25年目の主婦。夫が働かないのでスーパー「はなもり」でのパートで家計を支え、家事も全てこなしている。
古巻登志雄（ふるまき としお）
演 - 黒田大輔（第3話）
佳恵の夫。30年勤めた四共商事を2年前にリストラされたが、小説家になるからと再就職せず家でゴロゴロして家事も手伝わない。だが実際は小説はほとんど書いていない。
古巻和美（ふるまき かずみ）、聡美（さとみ）
演 - 本間日陽（第3話）、上原千果（第3話・第8話・最終話）
佳恵と登志雄の娘。聡美は後に蒲生美智留のアシスタントになる（第8話）。
神山美香
演 - 平野瑠莉
恭子のクラスメイト。恭子をいじめている主犯格。
亀谷慶子
演 - 小夏いっこ（第3話）
佳恵が働いているスーパー「はなもり」の同僚。佳恵に美智留のコンサル会社を教える。
担任
演 - 杉林健生（第3話）
恭子たちの学校の担任。
外交員
演 - 中村更紗
登志雄の生命保険の増額手続きをするライフエイジ生命保険の外交員。
日坂浩一
演 - 桜我（第3話）
恭子の学校の生徒。美香と仲が良かったが突然態度を変え、「調子に乗りすぎだ」と美香にやり返す。
女子生徒
演 - 白田萌愛（第3話）、伊藤翠（第3話）
恭子のクラスメイト。美香と一緒に恭子をいじめている。
男子生徒
演 - 野田修磨（第3話）、神尾龍也（第3話）
恭子の学校の生徒。浩一の仲間。

##### 第3話
水元
演 - 北代高士
警視庁捜査一課 刑事。麻生の同僚。古巻登志雄が自宅浴室で死亡した件を担当している。
中学教師
演 - 杉本長
恭子が通っていた北茨城市立 北沼中学校の教師。
医師
演 - 数ヒロキ
中学生の恭子に再生不良性貧血の病名を告知する医師。
高校教師
演 - もりけい子
恭子が通っていた高校の教師。
ニュースキャスター
演 - 鈴木翔太（東海テレビアナウンサー）（第8話）
テレビでニュースを伝えるキャスター。

##### 第4話
神崎ドグマ（かんざき ドグマ） / 徳間昇〈33〉
演 - 宮田俊哉（最終話）
論破王。ネット言論界で話題の人物。決め台詞は「まさに自業自得ですね!」。
高宮涼介
演 - 池村匡紀
カリスマIT系社長。コメンテーターとしても活躍しており、信者が多い。ネット配信番組「言論クラッシュ!」でドグマと討論することになる。
大石敬一郎
演 - 西原誠吾
庶民目線の政策で話題の衆議院議員。「言論クラッシュ!」に出演し、ドグマにやり込められる。
岡崎万梨阿
演 - 福室莉音
人気上昇中のお嬢様インフルエンサー。麗春女子大学生。
豪徳寺秀夫
演 - 山森信太郎
明櫻大学教授。「言論クラッシュ!」でドグマが初めて討論した相手。リベラリスト。
近藤
演 - 久保酎吉
蒲生親子が住んでいた団地の隣人。麻生に2人のことを語る。
山崎
演 - 小野ゆたか
かつてドグマが働いていたフードデリバリーの同僚。
刑事
演 - 城野マサト
ドグマを取り調べる刑事。
ナレーター
声 - 紀ノ貴紀
ネット配信番組「言論クラッシュ!」のナレーション。
赤堤五十郎
演 - 北浦七幸
直井賞受賞の小説家。「言論クラッシュ!」出演時の彼の言動にドグマがコメントを書き込んだことから、美智留に目を付けられる。
出演者
演 - 愛弥（最終話）、松尾拓（最終話）
神崎ドグマに論破される「言論クラッシュ!」の出演者。

##### 第5話
二森玲夏（ふたもり れいか）〈31〉
演 - 円井わん
推し活女子。韓流スターのシム・ドユンにハマっている。実家住まいだが仕事を辞めて1年経っており、推し活のお金にも困っている。
二森由美、丈太郎
演 - 櫻井淳子、桜井聖
玲夏の母と父。
春奈
演 - 木﨑ゆりあ
玲夏の妹。結婚して妊娠している。
シム・ドユン
演 - ユン・ソンモ
玲夏が推している韓流スター。
古田
演 - 中村シユン（第6話）
麻生と鈴木が蒲生典雄の自殺について話しているのを物陰から見ている県警北茨城署の刑事。
鈴木
演 - 新貝文規
蒲生典雄の自殺について麻生に説明する県警の刑事。
横田智則
演 - 半田周平
ドユンが日本での活動を本格化するにあたって契約した芸能プロダクション「サイド・フィールズ」のプロデューサー。
女優
演 - 豊田ルナ
シム・ドユンが出演しているドラマ「愛は清渓川に流れて」の相手役を務める女優。
社員
演 - 高村竜馬
プロダクション「サイド・フィールズ」の社員。

##### 第6話
武田良平（たけだ りょうへい）〈39〉
演 - 武田航平（第7話・最終話）
ゴシップ系ライター。
大島美奈
演 - 大田路
盗作被害者の会会長。
坂口亜里沙、三島猛
演 - 守殿愛生、本田剛文
盗作被害者の会メンバー。漆原の小説教室の生徒たち。
中野
演 - ワタナベケイスケ
盗作被害者の会の代理人弁護士。
編集長
演 - 勢登健雄
武田良平が記事を書いていた雑誌の編集長。
後藤
演 - 柴崎真人（第7話）
武田良平を大島美奈殺害容疑で逮捕取り調べする刑事。神谷署刑事課。
桐島翔太
演 - 片山幸人
漆原保に自身の小説を盗作されたと告発した教え子。それは嘘だったと武田良平に告白したが、実はそれも売名の為についた二重の嘘だった。
漆原保
演 - 八尾三郎
教え子たちから盗作されたと訴えられた小説家。

##### 第7話
野々宮弘樹（ののみや ひろき）〈27〉
演 - 前田拳太郎（第8話・最終話）
恭子の弟。記者志望だったが就職試験に落ち続け、現在は家業の産廃処理場を手伝っている。
野々宮孝之
演 - 高杉亘（第8話）
恭子と弘樹の父親。野々宮産業廃棄物処理場を経営。
野々宮照枝
演 - 松熊つる松（第8話）
恭子と弘樹の母親。

##### 第8話
宮園守
演 - 酒井貴浩
蒲生美智の元へ相談に来た男性。都議会議員の南城幸太郎の秘書だったが、議員の裏金作りの罪を被って有罪となっていた。ゆえにその後の再就職先が決まらず、1年ほど無職なのだという。
御厨
演 - 金原泰成
事件現場である野々宮産業廃棄物処理場を調べる鑑識官。

##### 最終話
宝来兼人
演 - 袴田吉彦
美智留に裁判の弁護を依頼された弁護士。債務整理が専門でテレビにコメンテーターとして出演している。
立松八尋
演 - 大村わたる
美智留の事件を担当する検事。
石原輝久
演 - 莬田高城
赤坂にある形成外科病院を経営する外科医。
裁判長
演 - 小林三十朗
美智留の裁判を担当する裁判長。
司会者
演 - 岡野友紀
宝来兼人が出演するワイドショーの司会者。

### スタッフ
- 原作 - 中山七里『嗤う淑女』（実業之日本社文庫）[55]
- 企画 - 市野直親（東海テレビ）[55]
- 脚本 - 泉澤陽子、継田淳[55]
- 音楽 - 戸田有里子
- 主題歌 - 琴音「Heaven」（ビクターエンタテインメント）[56]
- オープニング曲 - HYDE「BLEEDING」（ユニバーサル ミュージック）[57]
- 演出 - 松木創（共同テレビ）、淵上正人（共同テレビ）、本間利幸[55]
- プロデューサー - 河角直樹（東海テレビ）、鵜澤龍臣（東海テレビ）、高橋眞智子（共同テレビ）[55]
- 制作 - 東海テレビ、共同テレビ[55]

### 放送日程
| 話数   | 放送日  | サブタイトル                                                                         | サブタイトル               | 脚本     | 演出     |
| 話数   | 放送日  | 地上波                                                                               | 配信                       | 脚本     | 演出     |
| ------ | ------- | ------------------------------------------------------------------------------------ | -------------------------- | -------- | -------- |
| 第1話  | 7月27日 | 令和最恐ダークヒロイン登場!人の運命をあざ笑う! 高級品買い物依存の女の末路…           | 買い物に依存した女の転落   | 泉澤陽子 | 松木創   |
| 第2話  | 8月03日 | 夫が憎い 一人で家族を支える妻不満爆発! 最恐悪女の家族を幸せにする秘策とは!?          | 家族を守りたい主婦の崩壊   | 泉澤陽子 | 松木創   |
| 第3話  | 8月10日 | 家族なんて悪夢…幸せを願う主婦 完全犯罪の結末とは!?最恐悪女に衝撃過去!!歪んだ絆       | 家族なんて悪夢             | 泉澤陽子 | 淵上正人 |
| 第4話  | 8月17日 | 最恐悪女の震撼サイコサスペンス 論破系ヒーローの転落 生い立ちに隠れた闇へ捜査の手     | 論破系ヒーローの自滅       | 継田淳   | 松木創   |
| 第5話  | 8月24日 | 推し活女 抜けられない!! 愛の沼 最恐悪女の毒牙が襲う 隠された父の死の秘密 捜査が迫る  | 推し活にはまった女の狂愛   | 継田淳   | 本間利幸 |
| 第6話  | 8月31日 | 全員嘘つき 悪女が記者に捏造指南 真実は簡単に創れる!? 暴かれる17年前の秘密 新展開へ!! | 真実を捏造する記者の末路   | 泉澤陽子 | 松木創   |
| 第7話  | 9月07日 | 迫る捜査!!悪女VS悪女の騙し合い 家族を巻き込み決戦へ 欲求不満の弟を争奪!復讐開始      | 自立できない弟の混乱       | 泉澤陽子 | 淵上正人 |
| 第8話  | 9月15日 | 運命の夜 悪女対決ついに決着!! 不満爆発男が選んだ敵 警察捜査が間近に迫る 新証拠も!?   | 本当の敵を裁く夜           | 泉澤陽子 | 淵上正人 |
| 最終話 | 9月21日 | 悪女裁判 絶体絶命の最終決戦!! 重要証言&決定的映像 どんでん返しの新事実 衝撃ラスト    | 悪女裁判の混乱、衝撃の判決 | 泉澤陽子 | 松木創   |

- 第8話は『土曜プレミアム 映画記憶にございません!』（21時 - 23時30分）の放送に伴い20分繰り下げられ、翌0時00分 - 0時55分に放送された。

| 東海テレビ制作・フジテレビ系 土ドラ           | 東海テレビ制作・フジテレビ系 土ドラ  | 東海テレビ制作・フジテレビ系 土ドラ      |
| 前番組                                        | 番組名                               | 次番組                                   |
| --------------------------------------------- | ------------------------------------ | ---------------------------------------- |
| ギフテッド Season2 （2024年6月8日 - 6月29日） | 嗤う淑女 （2024年7月27日 - 9月21日） | バントマン （2024年10月12日 - 12月21日） |